# BSDデーモン

Poul-Henning Kamp によって描かれた BSDデーモン

BSDデーモン（英: BSD Daemon）は、BSDオペレーティングシステムのマスコットである。BSD関連書籍やBSDの関連サイト、BSDのスクリーンセーバーなどで見受けられる。公式な名前は無く、愛称はBSDデーモン君、デーモン君、ビースティ君（英: Beastie）。
UNIXやUNIXライクなマルチタスクのオペレーティングシステムで、システム機能を実行するためにバックグラウンドで実行されているプロセス、デーモン（英: Daemon）にちなんでこの名前がついている。手に持つトライデントはプロセスのフォーキングを象徴している。
UNIXやUNIXライクなオペレーティングシステムでプロセスを生成するためのシステムコールをfork（フォーク）と言い、forkすることをforking（フォーキング）と言う。
つづりはDemonではなくDaemon、英語で守護神を意味している（これはBSDに限った話ではなくUnix系一般の慣習。eのあるなしには微妙な違いが、ジャーゴンファイルによればあるという）。多くのイラスト等がありそれらの作者も様々だが、2016年現在主なものの権利関係についてはマーシャル・マキュージック（Unix File Systemの開発者として知られている）が管理している。
最も親しまれているバリエーションである「4.3BSD Daemon」と「4.4BSD Daemon」の原画はジョン・ラセターが描いたものである。その他にも多くのバージョンがあるが、詳細は#外部リンク先や、英語版記事 en:BSD Daemon およびマキュージックによるDaemon紹介ウェブページ等を参照のこと。主に日本では、ほそかわたつみが描いたイラストもよく知られている。

## アスキーアート
```
                ,        ,         
               /(        )`        
               \ \___   / |        
               /- 
_
  `-/  '        
              (
/\/ \
 \   /\        
              
/ /   |
 `    \       
              
O O
   
)
 /    |       
              
`-^--'
`<     '       
             (_.)  _  )   /        
              `.___/`    /         
                `-----' /          

   
<
----.
     __ / __   \          

   
<
----|====
O)))
==
) \) /
====
      

   
<
----'
    `--' `.__,' \         
                |        |         
                 \       /       /\

            ______
( (_  / \______/
 

          ,'  ,-----'   |          
          `-
-{
__________)          
```